# Asociación Scout de Honduras
La Benemérita Asociación Nacional de Scouts de Honduras (BANSH) es una organización de escultismo de la república de Honduras.

## Historia de su fundación
La historia del escultismo en la república de Honduras se inicia cuando el profesor Ingeniero agrónomo Pompilio Ortega es nombrado por el ministro de Educación Pública de Honduras, el abogado Federico C. Canales, para que dirigiese la Escuela Normal de Varones de Comayagüela, es en ese año de 1921 cuando el Pastor Evangélico Lens L. Mantle le sugiere al profesor Ortega la creación de un Grupo de Scouts en la escuela, la cual se realizó y se asignó en el mes de mayo del mismo año, al profesor Raúl Zaldivar para que realizará la organización de actividades y patrullas. En ese entonces el presidente de la república era el general Rafael Salvador López Gutiérrez quien se dio cuenta de la creación de la organización escultista y decidió visitarles, a su vez se le solicitó por parte de los scouts al presidente, que les donará uniformes e instrumentos musicales, dicha solicitud fue concedida. Seguidamente se realizó la Primera Gran Asamblea Scout en la cual se graduaron los primeros scout de segunda clase, se coronó a su reina elegida por los miembros, se entregó el Manual Scout realizado por el profesor Raúl Zaldivar y se eligió la primera Junta Directiva:
- Presidente: Ingeniero agrónomo Pompilio Ortega
- Jefe Scout Nacional: Profesor Raúl Zaldivar
- Secretario: Abogado Federico C. Canales
- Instructor General: Ingeniero Karol Snow
- Presidente Honorario: General Rafael López Gutiérrez.

El 3 de octubre de 1921 el señor presidente condecora con Medalla de Oro a la Bandera Scout de Honduras, organizada en la Escuela Normal de Varones La Alhambra de Comayagüela, por el acto heroico de ayudar a apagar un incendio, asimismo se acuerda que el 3 de octubre sea el Día Nacional del Scout de Honduras. Por otro lado, el presidente insta a las demás escuelas a nivel nacional a la creación de organizaciones scout locales.
En 1952 se oficializa el Escultismo Hondureño por el presidente doctor Ramón Villeda Morales y su ingreso oficial como miembro de la Organización Mundial del Movimiento Scout en 1957. Para 1962 se emitió la Ley de Protección y en ella se promulga el apoyo al desarrollo del escultismo en Honduras.
Había 3,031 miembros en 2008.
El 3 de Mayo del año 2022 el congreso nacional de la republica declaro a la asociación scout de Honduras como una organización Benemérita en el marco de la reforma a la ley de protección del movimiento scout, y ratificado por la presidencia de la republica el 12 de mayo del 2022
El énfasis de programa es en servicio comunitario. La asistencia financiera de otras asociaciones scout ha ayudado en la creación de un centro de formación vocacional para chicos y chicas quienes desarrollan sus habilidades en trabajo en madera (carpintería), electricidad, costura y otras habilidades útiles.
Hay otro importante programa en el que se incluye expandir el escultismo en escuelas, institutos y la formación y conservación de los árboles que se plantan.
Los scouts participan a menudo en servicio comunal y han sido entrenados para asistir en desastres naturales.

## Programa
- Lobatos : 7 a 11 años
- Scouts: 11 a 16 años
- Rovers: 16 a 21 años

El Lema Scout es: Siempre Listo, Siempre Preparado.
El rango más alto en la etapa Scouts es el Scout Lempira, nombrado en honor al líder del pueblo Lenca de América Central en el siglo XVI, quién dirigió resistencia local contra el español conquistadores. En la etapa Rover es el Rover B.P, en honor a Baden Powell, fundador del movimiento scout. En la etapa de Lobatos es Lobo Rampante.

### Promesa Scout
Prometo hacer todo cuanto de mi dependa para cumplir mis deberes para con Dios y con la patria, ayudar al prójimo en toda circunstancia y cumplir fielmente la Ley Scout.

### Oración Scout
Lobatos: Dulce y buen Señor mío, Enséñame a ser humilde y bondadoso, A imitar tu ejemplo, A amarte con mi corazón Y a seguir el camino que ha de llevarme al cielo junto a Ti. Amén.
Tropa: Señor. Enseñame a ser generoso. A servirte como te lo mereces. A dar sin medida. A combatir sin temor a las heridas. A trabajar sin descanso. Y a no esperar mayor recompensa que el saber que hago tu santa voluntad. Señor, guianos. Amen.
Clan de Rovers: Dame señor: Un corazón vigilante, que ningún pensamiento vano me aleja de ti. Un corazón noble, que ningún afecto indigno rebaje, Un corazón recto, que ninguna maldad desvíe. Un corazón fuerte, que ninguna pasión esclavice. Un corazón generoso, para servir. Así sea.Amén.
Dirigente scout: Señor, Tú que me diste el deber de dirigir dame ahora la alegría para trabajar, seguridad para disponer y humildad para servir. Convierte en fortaleza mi debilidad, en madurez mi inexperiencia, en habilidad mi torpeza y en serenidad mi impaciencia. Quiero realizar esta misión que me haz encomendado con tu ayuda generosa. Así sea.

### Ley Scout
- El Scout cifra su Honor en ser digno de confianza.
- El Scout es leal para con Dios, patria, padres, jefes y subordinados.
- El Scout es útil y ayuda a los demás, es pecado pensar en recompensa.
- El Scout es amigo y hermano de todo Scout, es pecado distinción de credo,raza,nacionalidad o clase social.
- El Scout es cortes y caballeroso.
- El Scout ve en la naturaleza,la obra de Dios, protege a los animales y las plantas.
- El Scout obedece,es  pecado replicar, hace las cosas completas y en orden.
- El Scout sonríe y canta en sus dificultades.
- El Scout es económico,trabajador y cuidadoso del bien ajeno.
- El Scout es limpio y sano, en pensamiento, palabra y acciones.

### Presidentes Honorarios
Dentro de los estatutos de la ASH, se le da el tratamiento de "Presidente Honorario de la Asociacion" al ciudadano Presidente de la República de Honduras
- General Rafael López Gutiérrez 1921-1924
- Porfirio Lobo Sosa 2013-2014.